# Victor Hedman
Victor Erik Olof Hedman, född den 18 december 1990, är en svensk ishockeyback och lagkapten för Tampa Bay Lightning i National Hockey League (NHL). Hedman draftades som andra spelare totalt av Lightning vid NHL Entry Draft 2009.
Han anses som en av de bästa backarna i NHL och har varit finalist till James Norris Memorial Trophy fem gånger och vann utmärkelsen 2018. Hedman vann Stanley Cup med Lightning 2020 och 2021 och vann även Conn Smythe Trophy 2020 som slutspelets mest värdefulle spelare. Han är en av fyra svenska backar som nått över 600 assist. Bara tre svenska backar är vassare genom tiderna som framspelare i NHL: Nicklas Lidström (878), Erik Karlsson (656) och Börje Salming (637).

## Spelarkarriär

### Modo Hockey
Hedman började spela ishockey med MoDo vid fem års ålder men prövade även på andra idrotter, exempelvis spelade han fotboll (forward) i MoDo FF tills han var 14 år. Därefter valde han att satsa enbart på ishockey och blev den 24 oktober 2005 med sina 14 år, 10 månader och 5 dagar MoDos yngste spelare genom tiderna i J20 SuperElit, därtill den hittills yngste utespelaren i serien (en liga nästan uteslutande för 18-19-åringar).[källa behövs] Följande säsong (2006/07) gjorde han som b-junior flest mål (13 st) av alla backar i SuperElit och kom med 25 poäng trea i klubbens interna poängliga - något som gav gehör i riksmedia.

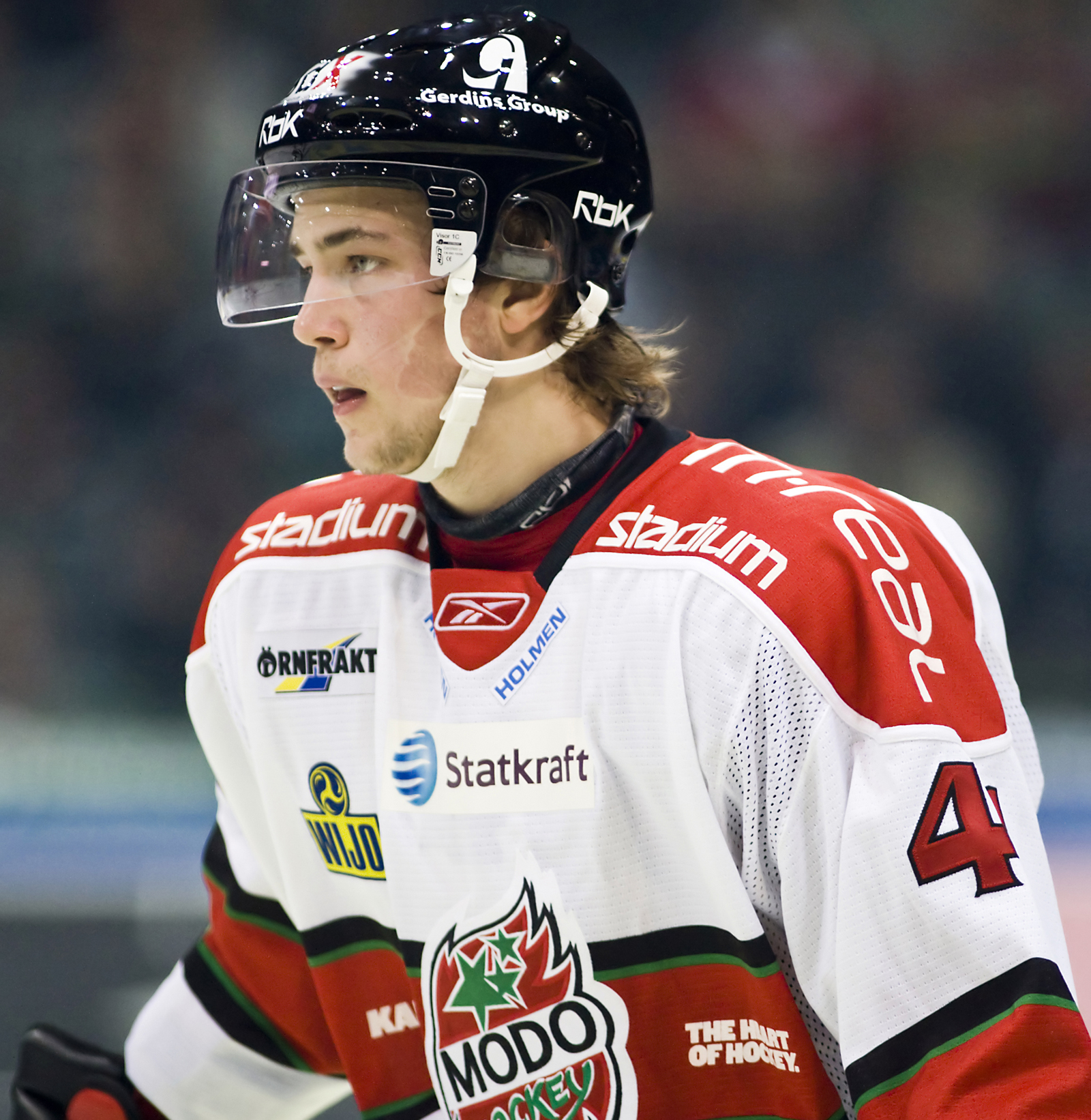
Hedman i Modo Hockey.

Säsongen 2007/2008 ingick Hedman för första gången i de regerande svenska mästarna Modos A-lagstrupp. Efter att under försäsongen utsetts till bäste back i SCA Cupen 2007 blev han den 25 september 2007 med 16 år, 9 månader och 6 dagar den dittills näst yngste backen i Elitseriens historia efter Calle Johansson som var 16 år, 7 månader och 17 dagar vid sin debut 1983. Det blev 5-4-seger i debutmatchen mot Djurgårdens IF och Hedman assisterade till 2-2-målet halvvägs in i matchen. På olika håll konstaterades det att "ingen svensk back någonsin varit lika bra i motsvarande ålder", och "svensk hockey aldrig sett något liknande", och Hedman mottog Stures stipendium som går till årets juniorback i MODO Hockey. 16-åringens första elitseriemål kom den 1 december 2007 i 1-2-förlusten mot Frölunda Indians och första matchstraffet i elitserien kom veckan därpå, den 8 december 2007, efter karakteristiskt tufft försvarsspel från Hedman. Totalt blev det 4 poäng (2 mål, 2 assists) på 39 grundseriematcher.
I ett för Modos del misslyckat SM-slutspel, som slutade med tidig kvartsfinalsorti efter 1-4 i matcher mot Timrå IK, var Hedman en av få spelare som kom upp i normal standard. Den 13 mars 2008 blev han dessutom MoDos yngste målskytt genom tiderna i slutspelssammanhang.[källa behövs]
Därpå följande SHL-säsong, 2008/2009, utsågs Hedman till årets rookie i SHL, årets junior i svensk ishockey och mottog för andra året i rad Stures stipendium som årets juniorback i MODO Hockey. Han etablerade sig i lagets förstafemma, i ett backpar med Mattias Timander som med sin snittvikt över 100 kg var elitseriens tyngsta, och förbättrade sitt poängfacit från debutsäsongen avsevärt. Totalt blev det 21 poäng (7 mål, 14 assists) på 43 matcher - en tangering av Tomas Jonssons säsongsrekord för juniorbackar i SHL - och Hedman kom trea i SHL:s plusminusliga med +21.[källa behövs] Säsongen började bra för MoDo, med serieledning innan novemberuppehållet, men slutade i stor besvikelse med en niondeplats och missat SM-slutspel - för första gången sedan säsongen 1996/97. Under sommaren som följde mottog Hedman för tredje året i rad Stures stipendium som årets juniorback i MODO Hockey.

### Tampa Bay Lightning
Hedman utmanade in i det sista John Tavares om förstaplatsen i de internationella rankinglistorna inför NHL Entry Draft 2009 i Montréal, men valdes till slut ändå som nummer två av Tampa Bay Lightning, efter Tavares som hamnade hos NY Islanders. Bland svenskar har endast Mats Sundin och Rasmus Dahlin draftats med ett tidigare nummer. Hedman är näst efter Dahlin den högst draftade svenske backen i NHL-historien. 
Den 9 juli 2009 skrev Hedman på för Tampa Bay. Debuten ägde rum den 3 oktober 2009 då Tampa Bay förlorade med 3-6 borta mot Atlanta Thrashers. Hedman noterade ett assist (till 1-4-målet) och hade mest istid av alla i laget. Hedman blev med sina 18 år och 288 dagar den dittills yngste svenske NHL-spelaren.[källa behövs] I sin hemmadebut tillika tredje NHL-match passade Hedman till två av Tampa Bays tre mål och utsågs till matchens bästa spelare - trots att New Jersey Devils till sist vann matchen med 4-3 efter straffar. Första NHL-målet dröjde till den 5 december 2009 då Hedman i sin tjugosjunde NHL-match gjorde Tampa Bays sista mål i 4-0-segern över New York Islanders - en match som fick mycket uppmärksamhet eftersom det var Hedmans första NHL-möte med John Tavares. Därmed blev han även (med sina 18 år och 352 dagar) den dittills yngste svenske målskytten i NHL-historien. Totalt gjorde Hedman under sin första NHL-säsong 20 poäng (4 mål, 16 assists) på 74 matcher och hade med 20 minuter, 50 sekunder i snitt per match fjärde mest istid bland alla Tampa Bay-spelare. Sedan dess har Hedmans såväl poängproduktion som istid ökat; de tre därpå följande säsongerna hade Hedman näst mest istid i laget och förbättrade också sitt poängsnitt för varje säsong - från rookiesäsongens 0,27 poäng per match till 0,45 poäng per match under den till följd av NHL-lockouten halverade säsongen 2012/13.

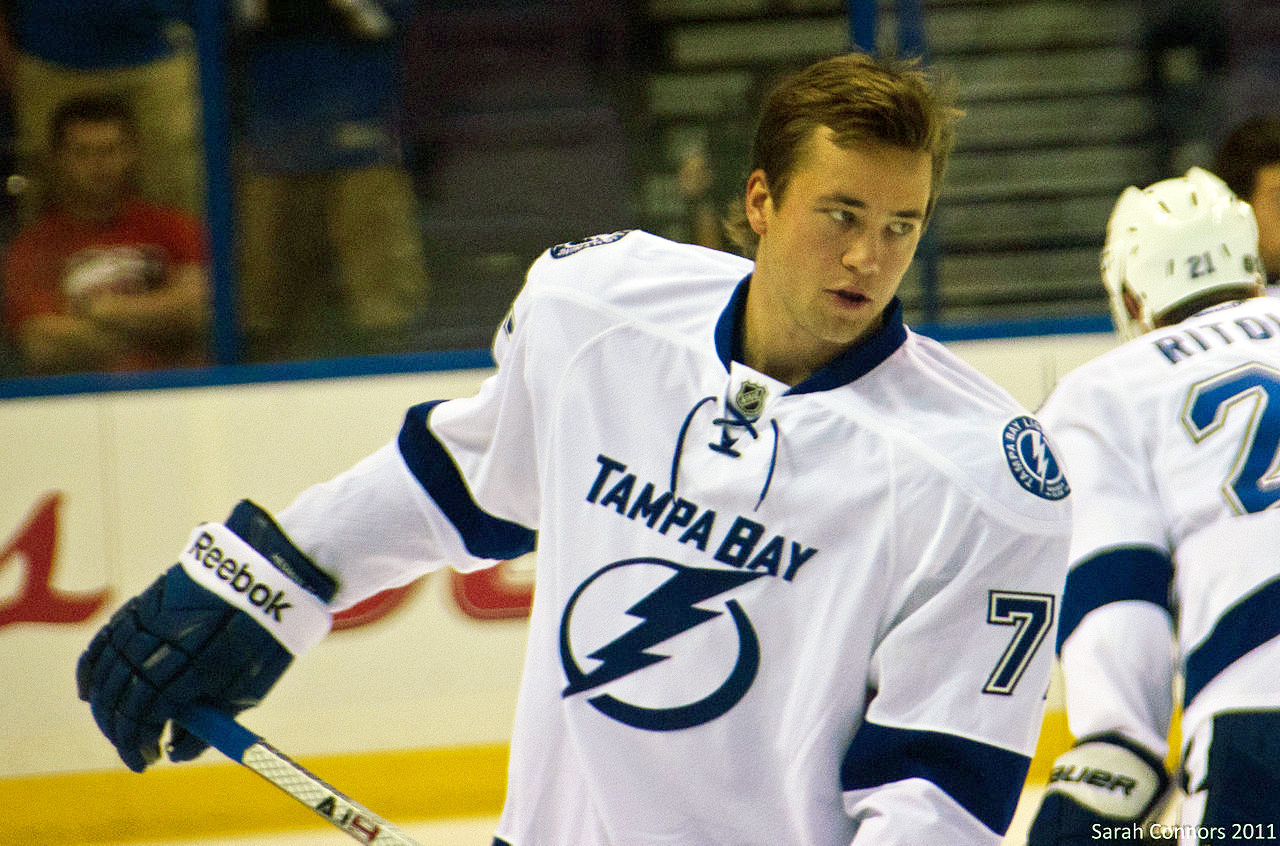
Hedman med Lightning.

Till följd av lockouten i NHL hösten 2012 skrev Hedman på för KHL-klubben Barys Astana i Kazakstan, där han på 26 matcher producerade 20 poäng (1 mål, 19 assists) och blev uttagen i KHL:s All-Star Game, där han skulle ha företrätt det östra laget, då tillsammans med ryska stjärnor som Sergej Gontjar, Jevgenij Malkin, Jevgenij Kuznetsov och Aleksej Morozov. Dock kom ett nytt NHL-avtal till stånd innan All Star-matchen spelades och alla NHL-stjärnor som skulle ha deltagit blev ersatta av andra spelare.
Det stora genombrottet kom säsongen 2013/14 då Hedman noterade 55 poäng (13 mål, 42 assist) på 75 matcher, vilket var det tredje bästa poängsnittet av samtliga NHL-backar den säsongen. Hedman blev därmed den 11:e svenske backen att passera 50 poäng under en säsong i NHL. Hedman har under sin NHL-karriär emellertid haft problem med skador, däribland hjärnskakning, och till följd av det missat ett hundratal matcher.
Efter den tredje omgångens matcher den 13 oktober 2014 ledde Hedman under ett dygn hela NHL:s poängliga med sina totalt 7 poäng (3 mål, 4 assist) på 3 matcher - något som fick uppmärksamhet inte minst för att Hedman spelar som back. Därefter satte en fingerskada delvis stopp för Hedmans framfart under NHL:s grundserie men säsongen slutade ändå med att laget tog sig hela vägen till Stanley Cup-final, och Hedman var en starkt bidragande orsak till detta. I finalen blev det dock förlust mot Chicago Blackhawks. Under Hedmans föregående fem säsonger i Tampa Bay nådde laget slutspel endast vid två tillfällen - då bidrog Hedman i första backpar med totalt 9 poäng (1 mål, 8 assist) på 22 slutspelsmatcher - men i slutspelet 2015 ökade poängproduktionen och Hedman slog med 14 poäng (1 mål, 13 assist) på 26 matcher nytt klubbrekord gällande poäng från en back i ett slutspel. Hans totalt 20 slutspelsassist och 23 slutspelspoäng i karriären var även det nya klubbrekord, något han kom att förbättra ytterligare under följande säsonger. För den lyckade säsongen belönades Hedman som förste NHL-spelare med Guldpucken.

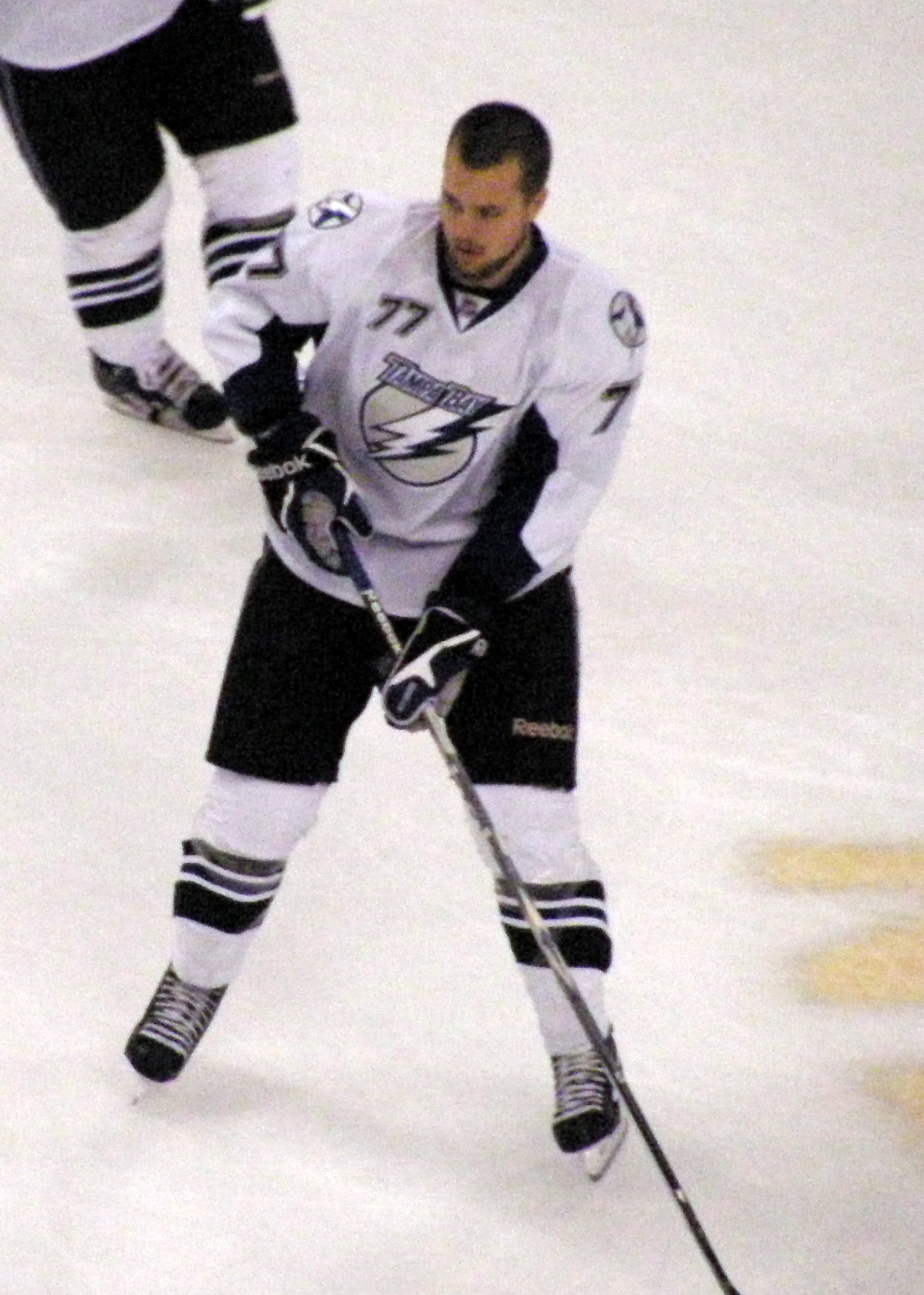
Hedman under uppvärmning innan en match mot Boston Bruins, 17 maj 2011.

Säsongen 2016/17 noterade Hedman 72 poäng (16 mål, 56 assists) på 79 matcher, kom tvåa i backarnas poängliga och nominerades till Norris Trophy, priset till NHL:s bäste back. Säsongen efter, 2017/18, gjorde Hedman 63 poäng (17 mål, 46 assists) på 77 matcher, noterade personbästa +32 i plusminusstatistiken och tilldelades för första gången Norris Trophy som ligans bästa back. Han blev därmed tredje svenske back att emotta priset, efter Nicklas Lidström och Erik Karlsson. Hedman nominerades även till Norris Trophy de fyra nästföljande säsongerna. Endast två backar i NHL-historien - Bobby Orr (9 raka nomineringar, 1967-1975) och Ray Bourque	(7 raka nomineringar, 1990-1996) - har nominerats fler gånger på raken, medan Nicklas Lidström (6 nomineringar, 1998-2003) och Pierre Pilote (6 nomineringar, 1962-1967) samlade lika många raka nomineringar som Hedman. Säsongen 2021/22 noterade Hedman 85 poäng (20 mål, 65 assists) på 82 matcher, vilket inte bara innebar nytt personbästa i antal gjorda mål och assists på en säsong utan också svenskt poängrekord för backar under en säsong, och han vann i samma veva också NHL-svenskarnas interna poängliga för säsongen.
2020 vann Tampa Bay Stanley Cup och Hedmans nio mål innan finalrundan var tangerat NHL-rekord för backar i ett slutspel (1985 gjorde Paul Coffey lika många mål innan finalspelet). Ett mål följde i finalerna, därtill 6 assists, och Hedman blev tredje svensk (efter Nicklas Lidström och Henrik Zetterberg) att belönas med Conn Smythe Trophy, priset till slutspelets mest värdefulle spelare.
Tampa Bay vann även Stanley Cup året därpå. I en finalmatch den 2 juli 2021 blev Hedman den första NHL-spelaren genom tiderna att ha gjort mål under samtliga tolv månader. Han vann än en gång backarnas poängliga i slutspelet, och var med topp-fem i slutspelets totala poängliga. 5 juni 2022 blev Hedman den 14:e backen i NHL-historien att passera 100 slutspelspoäng.
18 september 2024 utnämndes Hedman till lagkapten för Tampa Bay.
28 december 2024, borta mot New York Rangers, spelade Hedman sin 1083:e match i Lightningtröjan. Han blev därmed den spelare som spelat flest matcher för klubben.

## Landslagskarriär
Hedman var en av de få underåriga spelare födda 1990 som blev uttagna i truppen till JVM för 18-åringar 2007 som slutade med ett brons för Sveriges del och Hedman själv blev uttagen i turneringens All Star Team. 
Den 18 augusti 2007 avgjorde Hedman finalen i Memorial of Ivan Hlinka (tidigare U18 World Cup) varpå småkronorna efter fyra raka segrar blev första européer att titulera sig hockeyvärldens bästa 18-åringar.
Den 8 november 2007 debuterade den ännu 16-årige Hedman i J20-landslaget under en fyrnationersturnering i Finland och kopierade därmed backlegenden Tomas Jonsson som under sin första elitseriesäsong i MoDo Hockey (1977/78) spelade i såväl yngre som äldre juniorlandslaget. I J18-VM 2008 var han lagkapten för småkronorna och blev för andra året i rad uttagen i turneringens All Star Team - utan att fördenskull kunna leda laget till medalj (Sverige kom på fjärde plats). I J20-VM 2008, som slutade med ett silver för Sveriges del, kom Hedman tvåa i turneringens plusminusliga och blev även där uttagen i turneringens All Star Team, detta som den yngste backen genom tiderna.
I J20-VM 2009 kom Hedman först på 25:e plats i turneringens plusminusliga men turneringen slutade återigen med ett silver för Sverige. 
Hedman var även aktuell för spel i J20-VM 2010 men stoppades i sista stund av sitt klubblag.
Den 3 april 2008 debuterade Hedman i Tre Kronor i en landskamp borta mot Norge och blev med sina 17 år, 3 månader och 16 dagar den yngsta Tre Kronor-spelaren i modern tid, därtill den femte yngsta genom tiderna.
Året efter fick Hedman spela både LG Hockey Games i Globen och de förberedande matcherna inför VM. Hedman blev i augusti samma år även uttagen i den första truppen inför OS i Vancouver 2010, men fick sedan inte plats i den slutliga OS-truppen.
Första landslagsmålet kom i Hedmans åttonde A-landskamp den 29 april 2010, öppningsmatchen mot Tjeckien i LG Hockey Games. Detta år kom han även med i det slutliga VM-laget, där han spelade i förstafemman (i par med Magnus Johansson); han hade tredje mest istid av alla svenska spelare och noterade sitt första VM-mål i 5-0-segern över Schweiz 18 maj 2010. Turneringen slutade med VM-brons för Sveriges del. Hedman var även med i det svenska VM-laget två år senare, då ett stjärnspäckat Tre Kronor dock åkte ut i kvartsfinal. Hedman fick mycket kritik för sitt spel i turneringen och erkände också efteråt själv att han där spelat sina sämsta matcher. Hedman spelade även fem landskamper med Tre Kronor i Euro Hockey Tour under NHL-lockouten därpå följande säsong, och producerade då ett mål.
Sommaren 2013 blev Hedman åter uttagen i en OS-trupp, denna gång i den första truppen inför OS i Sotji 2014, men fick sedan inte plats i den slutliga OS-truppen, inte ens bland reserverna - något han öppet beklagade i medierna. Mårts motivering var att Hedman "klarar båda rollerna (offensivt och defensivt) men då klarar man inte någon av rollerna riktigt på topp".
Tre år senare, efter sin dittills poängmässigt bästa säsong i NHL, spelade Hedman VM för Sverige tillsammans med sin backpartner från Tampa Bay, Anton Strålman. Resultatet blev guld - Hedman gjorde det enda svenska finalmålet under ordinarie tid och valdes ut som en av lagets tre bästa spelare.
Hedman medverkade även i VM 2024, som slutade med brons för Sveriges del, samt var lagkapten för Sverige i NHL 4 Nations Face-Off, där finalen missades trots att laget inte förlorade någon match under ordinarie tid.

## Privatliv

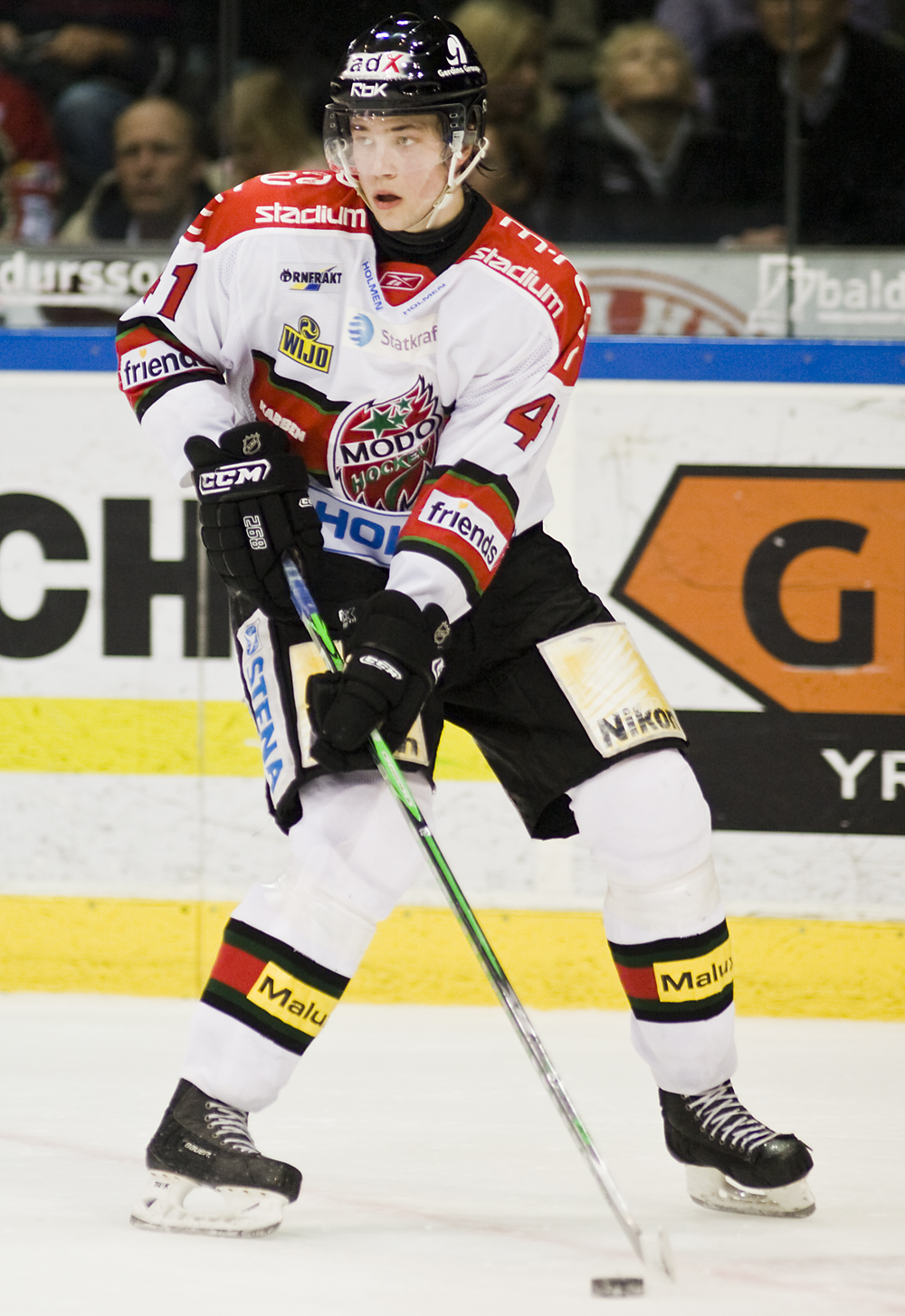
Victor Hedman i Modo Hockey.

Hedmans far var målvakt och sedermera materialförvaltare i MoDo och han har även två äldre bröder som haft aktiva hockeykarriärer som backar - Johan Hedman, som tillbringade längst tid i Mörrums GoIS IK, och landslagsmeriterade Oscar Hedman som under många år var assisterande lagkapten i Modo Hockey.
Under sin tid i Modo bar Hedman tröja nummer 41 som en hyllning till storebror Johan men i NHL har han tagit sig nummer 77, som en hyllning till förebilden Ray Bourque.
Hedman är tillsammans med äldre bror Oscar bolagsman i Guldhjälmarna Handelsbolag (registrerat den 10 mars 2008) som syftar till tävlingsverksamhet med travhästar.
Sommaren 2007 fick den 16-årige Hedman chansen att spela med sina idoler när Peter Forsbergs IceBreakers bad honom ställa upp i två uppvisningsmatcher, i par med Mattias Norström. Sedan dess har han vid flera tillfällen representerat IceBreakers i olika sammanhang.
Till minne av Hedmans framgångar som junior har moderklubben MoDo initierat turneringen Victor Hedman Trophy för U15-lag i Örnsköldsvik, där de mest talangfulla 15-åringarna i regionen samlas för en elitförberedande satsning. Första gången Victor Hedman Trophy ägde rum var 29-31 mars 2013 i Örnsköldsvik.
Våren 2012, strax efter VM, inledde Hedman ett exklusivt sponsoravtal med spelbolaget Unibet. Som deras ambassadör har Hedman figurerat i sociala medier, reklamfilmer och på reklampelare över hela Sverige, främst inför stora hockeyturneringar som VM och OS.
Lördagen den 22 juli 2017 gifte sig Hedman i Örnsköldsvik med Sanna Grundberg.

## Meriter
- U16 SM-brons 2006
- Deltagande i TV-pucken med Ångermanland 2006, 2007
- J18 VM-brons 2007
- J18 VM All Star Team 2007
- Seger år 2007 Memorial of Ivan Hlinka (U18 World Cup)
- Lagkapten i J18-landslaget
- Bäste back i SCA Cupen 2007
- Stures stipendium (Årets juniorback i MoDo Hockey) 2007, 2008, 2009
- J20 VM-silver 2008
- J20 VM All Star Team 2008
- J18 VM All Star Team 2008
- J20 VM-silver 2009
- Årets rookie i Elitserien 2009
- Årets junior i svensk ishockey 2009
- Av Tampa Bay Lightning vald som nr 2 totalt i NHL Entry Draft 2009
- VM-brons 2010
- Guldpucken 2015
- VM-guld 2017
- Norris Trophy som NHL:s bästa back 2018
- Conn Smythe Trophy som NHL:s mest värdefulle spelare i slutspelet 2020
- Stanley Cup 2020, 2021
- VM-brons 2024

## Statistik

### Klubbkarriär
| 2005–06    | Modo Hockey         | J20        | 10  | 0   | 1   | 1   | 8   | —   | —  | —  | —   | —  |
| 2006–07    | Modo Hockey         | J20        | 34  | 13  | 12  | 25  | 30  | 5   | 1  | 1  | 2   | 44 |
| 2007–08    | Modo Hockey         | J20        | 6   | 2   | 1   | 3   | 26  | 3   | 2  | 0  | 2   | 4  |
| 2007–08    | Modo Hockey         | SHL        | 39  | 2   | 2   | 4   | 44  | 5   | 1  | 0  | 1   | 4  |
| 2008–09    | Modo Hockey         | J20        | 2   | 0   | 2   | 2   | 10  | 5   | 0  | 1  | 1   | 2  |
| 2008–09    | Modo Hockey         | SHL        | 43  | 7   | 14  | 21  | 52  | —   | —  | —  | —   | —  |
| 2009–10    | Tampa Bay Lightning | NHL        | 74  | 4   | 16  | 20  | 79  | —   | —  | —  | —   | —  |
| 2010–11    | Tampa Bay Lightning | NHL        | 79  | 3   | 23  | 26  | 70  | 18  | 0  | 6  | 6   | 8  |
| 2011–12    | Tampa Bay Lightning | NHL        | 61  | 5   | 18  | 23  | 65  | —   | —  | —  | —   | —  |
| 2012–13    | Barys Astana        | KHL        | 26  | 1   | 20  | 21  | 70  | —   | —  | —  | —   | —  |
| 2012–13    | Tampa Bay Lightning | NHL        | 44  | 4   | 16  | 20  | 31  | —   | —  | —  | —   | —  |
| 2013–14    | Tampa Bay Lightning | NHL        | 75  | 13  | 42  | 55  | 53  | 4   | 1  | 2  | 3   | 2  |
| 2014–15    | Tampa Bay Lightning | NHL        | 59  | 10  | 28  | 38  | 40  | 26  | 1  | 13 | 14  | 6  |
| 2015–16    | Tampa Bay Lightning | NHL        | 78  | 10  | 37  | 47  | 46  | 17  | 4  | 10 | 14  | 14 |
| 2016–17    | Tampa Bay Lightning | NHL        | 79  | 16  | 56  | 72  | 47  | —   | —  | —  | —   | —  |
| 2017–18    | Tampa Bay Lightning | NHL        | 77  | 17  | 46  | 63  | 54  | 17  | 1  | 10 | 11  | 10 |
| 2018–19    | Tampa Bay Lightning | NHL        | 70  | 12  | 42  | 54  | 44  | 2   | 0  | 0  | 0   | 10 |
| 2019–20    | Tampa Bay Lightning | NHL        | 66  | 11  | 44  | 55  | 31  | 25  | 10 | 12 | 22  | 24 |
| 2020–21    | Tampa Bay Lightning | NHL        | 54  | 9   | 36  | 45  | 28  | 23  | 2  | 16 | 18  | 8  |
| 2021–22    | Tampa Bay Lightning | NHL        | 82  | 20  | 65  | 85  | 36  | 23  | 3  | 16 | 19  | 10 |
| SHL totalt | SHL totalt          | SHL totalt | 82  | 9   | 16  | 25  | 96  | 5   | 1  | 0  | 1   | 4  |
| NHL totalt | NHL totalt          | NHL totalt | 898 | 134 | 469 | 603 | 624 | 155 | 22 | 85 | 107 | 92 |

### Internationellt
| År            | Lag           | Turnering     | Matcher | Mål | Assist | Poäng | +/− | Utv |
| ------------- | ------------- | ------------- | ------- | --- | ------ | ----- | --- | --- |
| 2007          | Sverige       | U18-VM        | 6       | 1   | 2      | 3     | +1  | 10  |
| 2008          | Sverige       | JVM           | 6       | 0   | 1      | 1     | +5  | 4   |
| 2008          | Sverige       | U18-VM        | 4       | 1   | 3      | 4     | −2  | 10  |
| 2009          | Sverige       | JVM           | 6       | 0   | 2      | 2     | +4  | 6   |
| 2010          | Sverige       | VM            | 9       | 1   | 1      | 2     | +5  | 6   |
| 2012          | Sverige       | VM            | 8       | 0   | 1      | 1     | −1  | 14  |
| 2017          | Sverige       | VM            | 10      | 2   | 2      | 4     | 8   | 6   |
| Junior totalt | Junior totalt | Junior totalt | 22      | 2   | 8      | 10    | +8  | 30  |
| Senior totalt | Senior totalt | Senior totalt | 27      | 3   | 4      | 7     | +12 | 26  |